# Anita Krausová
Anita Krausová (* 13. ledna 1985 Trutnov) je česká divadelní, filmová a televizní herečka a rozhlasová moderátorka.

## Životopis
Vystudovala obor alternativní a loutkové divadlo na DAMU a poté strávila dva semestry na berlínské herecké škole Ernst Busch Hochschule für Schauspielkunst. Po návratu do Čech působila v Činoherním studiu Ústí nad Labem a hostovala v Národním divadle v Žebrácké opeře. Po ústeckém angažmá začala působit převážně na pražských nezávislých divadelních scénách (MeetFactory, Divadlo X10, A Studio Rubín).
V roce 2022 ztvárnila kapitánku Hořavovou v seriálu Případy mimořádné Marty, během natáčení tohoto seriálu byla těhotná.
Kromě herectví se též věnuje moderování, mimo jiné moderuje na Radiu Wave.

## Filmografie

### Film
- 2013 Cyril a Metoděj – Apoštolové Slovanů (Aglaja)
- 2014 Listopad (Martina)
- 2015 Cesta do Říma (jeptiška)
- 2015 David (servírka)
- 2017 Špindl (Magi)
- 2017 Absence blízkosti
- 2017 8 hlav šílenství (vězeňkyně)
- 2019 Cesta do nemožna (filantropka Claire Boas de Jouvenel)
- 2019 Teroristka (šéfová hospody)
- 2021 Kurz manželské touhy (MUDr. Marie Jíránková)
- 2021 Marťanské lodě (Klára)
- 2021 Kryštof (vdova s bičem)
- 2025 Holka od vedle (Tamara)

### Televize
- 2011 Čapkovy kapsy (Trúdi a Hedvika Nováčková)
- 2015 Vraždy v kruhu (Stoklasová)
- 2016 Mordparta
- 2016 Polda (Martina Klímová)
- 2016 Pustina (Lucka)
- 2017 Specialisté
- 2017 Svět pod hlavou
- 2018 Tátové na tahu (hypnoterapeutka)
- 2018 Dáma a Král
- 2019 Strážmistr Topinka (Lenka)
- 2019 Vodník (Viktorie)
- 2019 Bez vědomí (Alexandra Sliková)
- 2019 Rapl (Lenny)
- 2020 Kosmix
- 2021 Ochránce
- 2021 Hvězdy nad hlavou (Magda)
- 2021 Pan profesor (matka Kellerová)
- 2021 Zločiny Velké Prahy (prostitutka)
- 2022 Hořký svět (Zdena)
- 2022 Případy mimořádné Marty (Klára Hořavová)
- 2022 TBH (psycholožka)

## Divadelní role, výběr
- 2009 Bertolt Brecht, Kurt Weill: Žebrácká opera, děvka, Národní divadlo, režie Ivan Rajmont
- 2021 Lucy Kirkwoodová: Nebesa, Mary Middletonová, Národní divadlo Brno, režie Michal Lang
- 2021 Lucie Faulerová, Dagmar Radová-Fričová: Smrtholka, A studio Rubín, režie Lucie Ferenzová